# চ
Cette page contient des caractères spéciaux ou non latins. S’ils s’affichent mal (▯, ?, etc.), consultez la page d’aide Unicode.
চ, appelé tchokar ou cô et transcrit c, est une consonne de l’alphasyllabaire bengali.

## Représentations informatiques
Ses caractères Unicode sont :
| formes | représentations | chaînes de caractères | points de code | descriptions                                |
| ------ | --------------- | --------------------- | -------------- | ------------------------------------------- |
| pleine | চ               | চ                     | U+099A         | lettre bengali tcha                         |
| morte  | চ্               | চ◌্                    | U+099A U+09CD  | lettre bengali tcha, symbole bengali virama |